# 蛤蟆泡
蛤蟆泡是一个位于中国吉林省大安县的湖泊，面积约为4.6平方千米，平均水深约为2米。